# Coryphaenoides castaneus
Coryphaenoides castaneus és una espècie de peix de la família dels macrúrids i de l'ordre dels gadiformes.

## Morfologia
- Els mascles poden assolir 74 cm de llargària total i les femelles 42.[4][5]

## Hàbitat
És un peix d'aigües profundes que viu fins als 1760 m de fondària.

## Distribució geogràfica
Es troba a l'est de l'oceà Índic.